# La Palma
La Palma (historicky San Miguel de La Palma) je vulkanický ostrov v podobě kaldery. Je jedním ze sedmi hlavních Kanárských ostrovů. Nachází se v Atlanském oceánu při západním pobřeží Afriky. La Palma je s plochou 706 km² pátým největším ostrovem souostroví. Celkový počet obyvatel je okolo 85 000, z nichž 16 200 (2014) žije v hlavním městě Santa Cruz de la Palma a přibližně 20 000 (2014) v Los Llanos de Aridane. Nejvyšším bodem ostrova je Roque de los Muchachos (2426 m), kde se nachází známá hvězdárna.
Celý ostrov byl v roce 2002 prohlášen organizací UNESCO světovou biosferickou rezervací La Palma.

## Historie ostrova
Je pravděpodobné, že Kanárské ostrovy znali již Féničané a Řekové. Trvale osídleny však byly až Guanči, jejichž původ je nejasný, ale jsou považováni za potomky Berberů ze severní Afriky. Byli rozděleni na několik rodů pod velením náčelníků. Hlavními pozůstatky této kultury jsou jejich obydlí v jeskyních a zpevněné kamenné cesty přes hory. Po španělském objevení ostrova (1404) sváděli domorodci s kolonizátory boje, které trvaly až do roku 1493, kdy ustal jejich poslední odpor. Guančové zmizeli, byli buď zabiti, prodáni do otroctví nebo asimilováni španělskými kolonizátory.
Dobyvatel La Palmy Alonso Fernández de Lugo v roce 1493 porazil Tanausu, posledního krále na ostrově. Ten vládl v oblasti známé jako Acero (Caldera de Taburiente). Tanausu byl donucen přijmout příměří, a tak muselo zbylé guančské obyvatelstvo přejít ke křesťanství.
Pro další dvě století se osady na ostrově La Palma staly obchodním střediskem na cestě do Nového světa. Na La Palmu se pak stěhovali obyvatelé z Kastilie, Portugalska, Mallorcy, Flander a Katalánska.

## Fyzická geografie ostrova

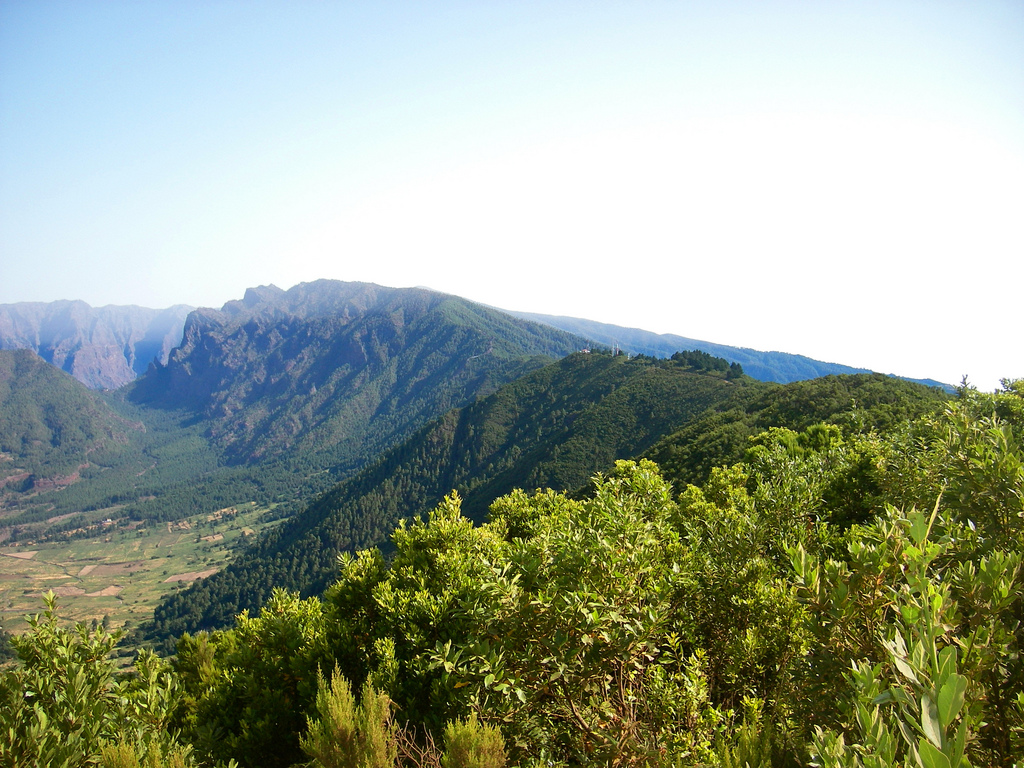
Jižní část ostrova

La Palma je stejně jako ostatní ostrovy Kanárského souostroví sopečného původu, se stářím 3 až 4 miliony let. Z mořského dna se zdvihá do celkové výšky téměř 7 km. Základna sopky se nachází zhruba 4 000 m pod hladinou moře a nejvyšší vrchol ostrova Roque de los Muchachos se tyčí do výšky 2426 m nad hladinu moře.
La Palma je v současné době nejvíce vulkanicky aktivní ze všech Kanárských ostrovů. Asi před 500 000 lety se původní sopka Taburiente zhroutila obřími sesuvy půdy, které daly vzniknout Caldera de Taburiente, což je základ ostrova. Na něm další aktivitou vzniklo několik dalších dílčích sopek, táhnoucích se po celé délce ostrova.
Pokud by někdo chtěl navštívit kalderu, ve které se ukrývá národní park Parque nacional de la Caldera de Taburiente, musí jít hlubokým kaňonem jménem Barranco de las Angustias. Jeho svahy jsou zbrázděny četnými soutěskami, které sbíhají až od 2 000 m dolů do moře.
Z Roque de los Muchachos (Caldera de Taburiente) jde k jihu hřeben Cumbre Nueva, tvořený mnoha sopečnými kužely až k Cumbre Vieja. Tento hřbet je na několika místech aktivní. Poslední erupce se na tomto ostrově se datují do září 2021, předtím došlo k vulkanické činnosti roku 1971, kdy soptil vulkán Teneguía, který se nachází na jižním konci tohoto hřbetu.
Historii erupcí na ostrově:
- 1470–1492 Montańa Quemada
- 1585 Tajuya poblíž El Paso
- 1646 vulkán San Martin
- 1677 vulkán San Antonio
- 1712 El Charco

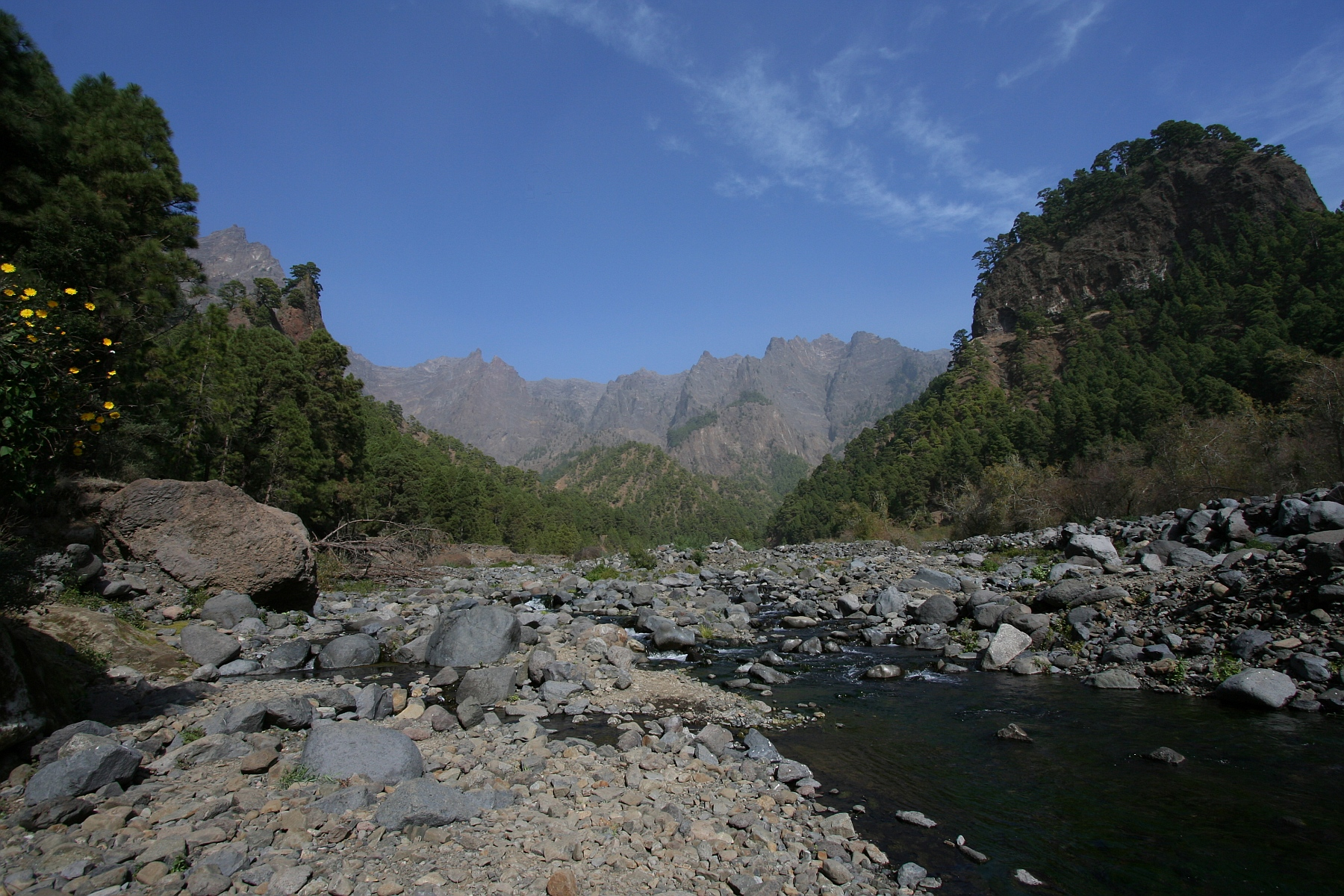
Caldera de Taburiente

- 1949 vulkán San Juan, Duraznero, Hoyo Negro – tato rozsáhlá erupce způsobila zemětřesení s epicentrem nedaleko Jedy. To způsobilo, že vznikla trhlina, dlouhá 2,5 km, široká zhruba jeden metr a hluboká 2 metry (Rubio Bonelli, 1950)
- 1971 vulkán Teneguía
- 2021 vulkán Cumbre Vieja

## Administrativní členění
Ostrov se dělí na 14 oblastí:
| - Barlovento - Breña Alta - Breña Baja - Fuencaliente - Garafía - Los Llanos de Aridane - El Paso | - Puntagorda - Puntallana - San Andrés y Sauces - Santa Cruz de la Palma - Tazacorte - Tijarafe - Villa de Mazo |

## Doprava
La Palma má silniční síť dlouhou přibližně 1200 km. Všechny hlavní silnice jsou asfaltované a v dobrém stavu, i když mají mnoho ostrých zatáček a někdy jsou dosti úzké. Existuje zde několik autobusových linek, které spojují všechny důležité obce ostrova.
Letiště je obsluhováno několika leteckými společnostmi, které sem vozí převážně turisty, a to po celý rok. Pro místní obyvatele je důležitá vodní doprava.

### Vodní tunely
Systém zásobování měst, vesnic, ale i zemědělských podniků vodou je zde velice zajímavý. Téměř veškerá pitná voda je na ostrov přinášena trvale proudícími větry, díky nimž ze severu od moře k pevnině putují četné mraky. Pára kondenzuje na jehličí stromů i na jiné vegetaci. Voda pak steče na zem, odkud putuje pomocí důmyslně vybudované sítě sběračů do budovy (jímky), která ji schraňuje z velké oblasti. Odtud pak teče pomocí tunelů, vrtaných po staletí v místních lávových pohořích až k uživatelům. Tato pozoruhodnost je oblíbeným místem turistických výletů.

## Observatoře

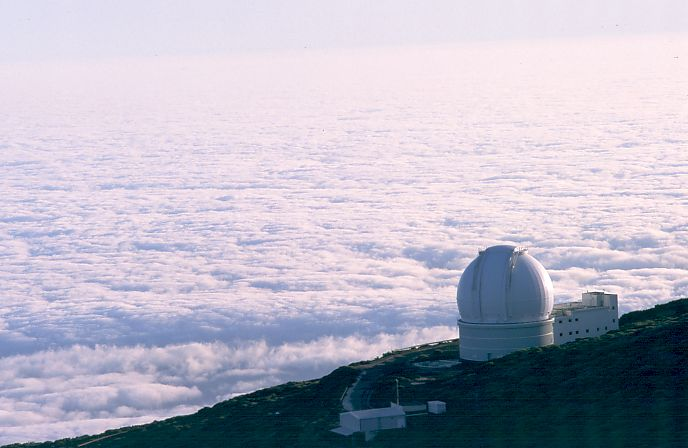
WHT teleskop

Vzhledem k umístění ostrova daleko od afrického i evropského pobřeží je omezen světelný smog, vycházející v noci z velkých měst. Z toho důvodu je La Palma sídlem řady mezinárodních astronomických observatoří. Dalším pozitivem zdejšího prostředí, které podporuje umístění těchto zařízení, je podnebí, které způsobuje, že mraky se zde vyskytují převážně ve výškách 1000–2000 m n. m. V nejvýše položených částech ostrova je tak obvykle vidět jasné nebe bez oblačnosti.
Na vrcholu Roque de los Muchachos se nachází největší astronomické pracoviště severní polokoule, kde na ploše asi 2 km² pracuje celkem 13 teleskopů, obsluhovaných vědci z různých států.
V roce 1979 svá pracoviště na ostrově La Palma instalovala i Královská greenwichská observatoř. Vybudovala zde celkem tři dalekohledy, souhrnně nazývané Skupina Isaaca Newtona (ING – Isaac Newton Group of Telescopes). Patří mezi ně dalekohledy William Herschel Telescope, Isaac Newton Telescope a Jacobus Kapteyn Telescope. Prvně jmenovaný teleskop William Herschel, budovaný v letech 1985–1987, patří k největším stavbám svého druhu. Průměr jeho primárního zrcadla činí 4,2 m.
K dalším teleskopům patří například švédský solární teleskop (SST), Dutch open telescope (DOT) nebo obří Gran Telescopio Canarias dokončený v roce 2006.